# Alain Caron
Alain Caron es un bajista de jazz y jazz fusion canadiense.

## Biografía
La carrera de Alain Caron comenzó con tan sólo 11 años, cuando descubrió su pasión por el jazz. A principios de los 70 se trasladó a Montreal, donde comenzó a trabajar como músico de sesión, al tiempo que efectuaba conciertos en pequeños locales. Se inscribe y aprueba el examen de admisión en la prestigiosa Berklee College of Music de Boston, donde establece relación con otros estudiantes que acabarían logrando cierta notoriedad, como David Kikovsky, Tom Harrell, Sal Nestico, Frank Tiberi, Jerry Bergonzi o Bob Moses.
En 1977 pasa a formar parte del Michel Cusson Group, y tres años más tarde, forma en Quebec el grupo de fusión UZEB, con el que permanecería hasta principios de los años 90.  En 1993 forma Le Band, su proyecto en solitario, con el que sigue trabajando hasta la actualidad al tiempo que efectúa otras colaboraciones con músicos como Leni Stern o Gino Vanelli. Desde entonces ha actuado en lugares como Canadá, Estados Unidos, Europe, África, Israel, o Japón, y ha participado en festivales tan importantes como el Montreal Jazz Festival acompañando a figuras de primer orden como Michael Brecker, Don Alias, Didier Lockwood o Tiger Okoshi
En 2007 es nombrado doctor honoris causa por la Universidad de Quebec, en Rimousky.

## Valoración
Alain Caron es reconocido como uno de los mayores virtuosos de su instrumento, y uno de los intérpretes más distintivos del bajo fretless de 6 cuerdas. Además, es uno de los pocos profesionales con un dominio técnico casi absoluto en el bajo eléctrico estándar, en el bajo fretless y en el bajo acústico, lo que convierte a Alain Caron en una referencia imprescindible para los aficionados.

## Discografía

### En solitario
- Le Band - 1993
- Rhythm ´n Jazz - 1995
- Play - 1997
- Call Me Al - 2000
- 5 - 2003
- 5 Live - 2006
- Conversations - 2007
- Septentrion - 2010
- Multiple Faces - 2013

### ConUZEB
- Live in Bracknell (1981)
- Fast Emotion (1982)
- You be Easy (1984)
- Between the Lines (1985)
- Live à l'Olympia (1986)
- Absolutely Live (1986)
- Noisy Nights (1988)
- Live in Europe (1988)
- UZEB Club (1989)
- World Tour '90 (1990)

### Material didáctico
- Rhythm 'n Jazz - Ultimate Play-Along for Bass: Jam With Alain Caron and His Band Le Band (1998) ISBN 0-9684633-1-2 ISBN 978-0-9684633-1-4
- Play - Ultimate Play-Along for Bass: Jam With Alain Caron and His Band Le Band (1999) ISBN 0-9684633-1-2 ISBN 978-0-9684633-1-4

80-90 